# Bắt nạt

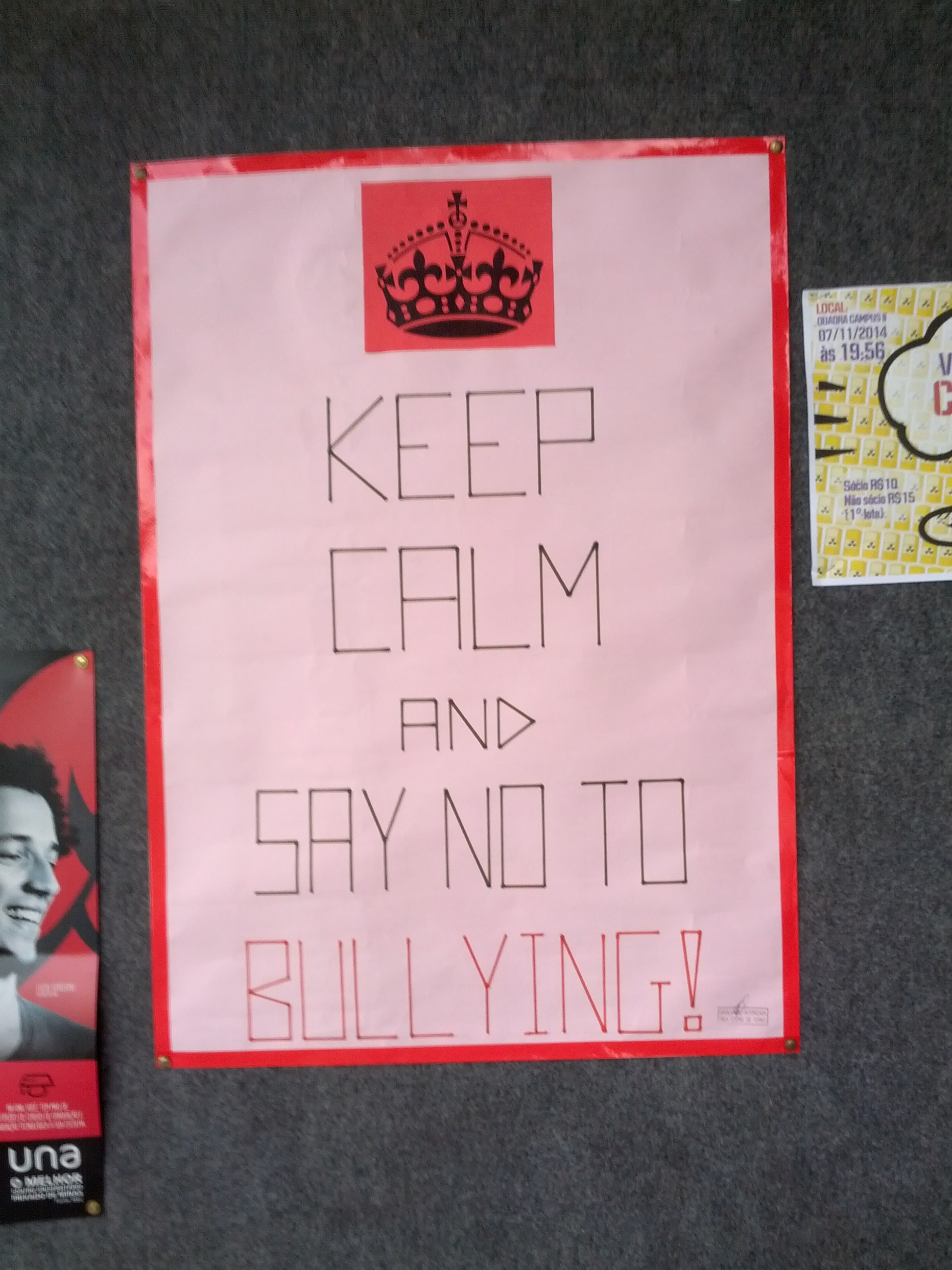
Một tấm biểu ngữ trong chiến dịch chống bắt nạt tại Cefet-MG.

Tỉ lệ trẻ em được cho là bị bắt nạt (2015).

Bắt nạt là hành vi sử dụng vũ lực, cưỡng ép, hoặc đe dọa gây tổn thương, ngược đãi, dọa dẫm hoặc chi phối gây hấn đối phương. Hành vi thường có tính chất lặp lại và theo thói quen. Điều kiện tiên quyết cốt lõi là sự nhận thức (của người bắt nạt hoặc của những người khác) về sự mất cân bằng sức mạnh thể chất hoặc quyền lực. Sự mất cân bằng này phân biệt bắt nạt với xung đột. Bắt nạt là một phạm trù con của hành động gây hấn, đặc trưng bởi ba tiêu chí sau: (1) ý định thù địch, (2) mất cân bằng quyền lực và (3) lặp lại trong một khoảng thời gian. Bắt nạt là hành động gây hấn có tính lặp đi lặp lại nhằm gây tổn thương cho các cá nhân khác về mặt thể chất, tinh thần hoặc cảm xúc.
Bắt nạt có phạm vi từ bắt nạt cá nhân, một đối một cho đến bắt nạt nhóm (hay còn gọi là bắt nạt tập thể), trong đó bên bắt nạt có thể có một hoặc nhiều "kẻ thế vai" sẵn sàng hỗ trợ kẻ bắt nạt chính trong những hoạt động bắt nạt của họ. Bắt nạt ở trường và công sở cũng được xem là "ngược đãi người đồng trang lứa". Robert W. Fuller đã phân tích bắt nạt nằm trong phạm trù của chủ nghĩa xếp hạng. Nhà nghiên cứu người Na Uy-Thụy Điển Dan Olweus cho rằng bắt nạt xảy ra khi một người "bị đặt vào những hành động tiêu cực, hết lần này đến lần khác bởi một hoặc nhiều người khác", và nhận định rằng những hành động tiêu cực xảy ra "khi một người cố ý gây tổn thương hoặc gây khó chịu cho người khác thông qua tiếp xúc thân thể, bằng lời nói hoặc những cách thức khác". Bắt nạt cá nhân thường đặc trưng bởi một người có lối hành xử nhất định nhằm đoạt lấy quyền lực trước người kia.
Văn hóa bắt nạt có thể phát triển trong bất kì hoàn cảnh nào mà nhân loại tương tác với nhau. Tức là nó có thể hiện hữu ở trường học, gia đình, công sở, ngôi nhà và hàng xóm. Không gian bắt nạt chính trong nền văn hóa đương đại nằm trên các trang web mạng xã hội. Trong một nghiên cứu năm 2012 của các nam cầu thủ bóng bầu dục Mỹ ở độ tuổi vị thành niên, "phép dự đoán [bắt nạt] tốt nhất là nhận thức xem liệu người đàn ông giàu ảnh hưởng nhất trong cuộc đời của một cầu thủ có tán thành hành vi bắt nạt không." Một nghiên cứu về sức khỏe thiếu nhi và trẻ vị thành niên của The Lancet vào năm 2019 cho thấy mối liên hệ giữa việc các bé gái sử dụng mạng xã hội và việc gia tăng khả năng họ bị bắt nạt.
Bắt nạt có thể được định nghĩa theo nhiều cách khác nhau. Tại Liên hiệp Anh, không có định nghĩa hợp pháp về bắt nạt, trong khi một vài bang ở Mỹ có luật chống lại nó. Bắt nạt được chia làm 4 loại hình ngược đãi cơ bản: tâm lý (đôi khi gọi là cảm xúc hoặc quan hệ), lời nói, thể chất và trên mạng.
Những hành vi được dùng để giành lấy sức chi phối như vậy gồm có hành hung hoặc cưỡng bức, quấy rối bằng lời nói hoặc đe dọa, và những hành vi ấy có thể nhắm vào các mục tiêu cụ thể lặp lại nhiều lần. Đôi khi những lý giải cho hành vi ấy gồm có sự khác biệt về giai cấp xã hội, chủng tộc, tôn giáo, giới tính, khuynh hướng tình dục, ngoại hình, hành vi, ngôn ngữ cơ thể, cá tính, danh tiếng, dòng dõi, sức khỏe, kích cỡ hoặc khả năng. Nếu bắt nạt được thực hiện bởi một nhóm người thì gọi là bắt nạt tập thể.

## Thuật ngữ
Từ tiếng Anh của bắt nạt là "bully" lần đầu được sử dụng ở thập niên 1530, có nghĩa là "người yêu" (áp dụng cho nam hoặc nữ) có nguồn gốc từ boel trong tiếng Hà Lan ("tình nhân, anh em"), có thể nhẹ hơn từ "anh em" buole trong tiếng Thượng German Trung Cổ vốn có nguồn gốc chưa rõ ràng (so với từ German "tình nhân" buhle). Ý nghĩa của từ bị làm xấu đi ở thế kỉ 17 thông qua "bạn đồng chí tốt", "kẻ dọa nạt" cho đến "kẻ quấy rối kẻ yếu". Đây có thể là ý nghĩa liên hệ giữa "tình nhân" và "côn đồ" như trong "người bảo vệ gái điếm", tức là "bắt nạt" (mặc dù không được chứng thực cụ thể cho đến năm 1706). Động từ "to bully" (bắt nạt) lần đầu được chứng thực vào năm 1710. Trong quá khứ, trong văn hóa Mỹ, thuật ngữ đã được sử dụng theo nhiều cách khác nhau, giống như một tiếng kêu/hô hào, đặc biệt nổi tiếng gắn liền với Theodore Roosevelt và tiếp tục cho đến ngày nay trong bục giảng bắt nạt, là từ do Roosevelt đặt ra và còn giống như một lời khen mờ nhạt/phản kháng ("bully for him").

## Loại hình
Bắt nạt được hội đồng văn học phân làm các loại hình khác nhau. Chúng có thể ở dạng hành vi phi ngôn ngữ, bằng lời nói hoặc thể chất. Một phép phân loại nữa dựa trên những thủ phạm hoặc những người dính líu tới, vì thế các loại hình gồm có bắt nạt cá nhân và tập thể. Còn một cách giải thích khác cũng chỉ ra bắt nạt cảm xúc và quan hệ ngoài việc gây tổn hại thể chất với người khác hay thậm chí là tài sản. Ngoài ra, hiện tượng phổ biến hơn thời gian gần đây gọi là bắt nạt trên mạng. Bắt nạt thể chất, bằng lời nói và quan hệ phổ biến nhất ở trường tiểu học và còn có thể bắt đầu sớm hơn, đồng thời tiếp tục tái diễn trong những giai đoạn sau của cuộc đời con người.

### Cá nhân
Những thủ đoạn bắt nạt cá nhân do chỉ một người thực hiện nhằm vào một hoặc nhiều đối tượng. Bắt nạt cá nhân có thể được phân làm bốn loại dưới đây:

#### Thể chất
Bắt nạt thể chất là loại bắt nạt làm tổn thương cơ thể của ai đó hoặc làm hư hại tài sản của họ. Trộm cắp, xô đẩy, đánh nhau và cố ý phá hoại tài sản của người khác là những loại bắt nạt thể chất. Hiếm khi bắt nạt thể chất là dạng bắt nạt đầu tiên mà nạn nhân phải trải qua. Thường thì bắt nạt sẽ bắt đầu ở dạng khác và sau đó tiến tới bạo lực thể chất. Trong bắt nạt thể chất, vũ khí bắt nạt chính mà kẻ bắt nạt sử dụng là cơ thể của anh/cô ta, hoặc một vài bộ phận (tay hay chân); hoặc dùng một vật làm vũ khí tấn công đối tượng của anh/cô ta. Đôi khi những nhóm thanh niên mới lớn sẽ nhắm đến và xa lánh một đứa bạn đồng trang lứa vì một vài định kiến của tuổi vị thành niên. Điều này có thể dẫn tới tình huống chúng bị bạn bè cùng lớp chế nhạo, tra tấn và đánh đập. Bắt nạt thể chất thường leo thang theo thời gian và có thể dẫn tới một kết cục tai hại, thậm chí gây chết người, do đó nhiều người cố ngặn chặn nó thật sớm để ngăn cản vụ việc leo thang hơn nữa.

#### Bằng lời nói
Bắt nạt bằng lời nói là một trong những kiểu bắt nạt phổ biến nhất. Đây là loại bắt nạt được thực hiện bằng lời nói, sử dụng giọng nói khác và không có bất cứ dính dáng gì đến thể chất. Bắt nạt bằng lời nói gồm những hình thức sau:
- Gọi tên và đặt biệt hiệu mang hàm ý xấu
- Phát tán những tin đồn hoặc nói dối về người nào đó
- Đe dọa người khác
- Hét vào mặt hoặc nói chuyện với người khác bằng giọng điệu thô tục và không tử tế, đặc biệt là không có lý do chính đáng
- Chế nhạo giọng điệu hoặc lối nói chuyện của người khác
- Cười nhạo ai đó
- Lăng mạ hoặc chế nhạo người khác

Trong bắt nạt bằng lời nói, vũ khí chính mà kẻ bắt nạt sử dụng là lời nói. Trong nhiều trường hợp, bắt nạt bằng lời nói phổ biến ở cả hai giới, nhưng các bé gái thường thực hiện hành vi ấy hơn. Nói chung, các bé gái thường lăng mạ tinh vi hơn các bé trai. Các bé gái sử dụng bắt nạt bằng lời, cũng như những kỹ thuật loại trừ quan hệ, nhằm thống trị và kiểm soát những người khác, thể hiện quyền lực và sức trội của họ. Tuy nhiên, cũng có nhiều bé trai sử dụng những kỹ thuật ngôn từ đủ khôn khéo để thống trị, và cả những bé trai tập sử dụng những câu từ mà họ muốn tránh rắc rối có thể xảy đến khi bắt nạt thể chất với người khác.

#### Quan hệ
Bắt nạt quan hệ (đôi khi gọi là công kích xã hội) là loại bắt nạt sử dụng các mối quan hệ để gây tổn hại những người khác. Thuật ngữ cũng chỉ bất kì hình thức bắt nạt nào được thực hiện với ý định gây tổn hại danh tiếng hoặc địa vị xã hội của người khác (có thể liên quan đến những kĩ thuật đã nêu trong bắt nạt thể chất và bằng lời nói). Bắt nạt quan hệ là dạng bắt nạt phổ biến ở thanh thiếu niên, nhưng đặc biệt là với các bé gái. Loại trừ xã hội (khinh thường hoặc làm người ta cảm thấy "bị bỏ rơi") là một trong những kiểu bắt nạt quan hệ thông dụng nhất. Bắt nạt quan hệ có thể được những kẻ bắt nạt dùng làm công cụ để nâng cao địa vị xã hội của họ và kiểm soát những người khác. Không giống như bắt nạt thể chất vốn thể hiện rõ ràng, bắt nạt quan hệ không công khai và có thể tiếp diễn một thời gian dài mà không bị chú ý tới.

#### Bắt nạt trên mạng
Bắt nạt trên mạng là sử dụng công nghệ để quấy rối, đe dọa, gây xấu hổ hoặc nhắm vào người khác. Khi một người lớn có liên can, nó có thể trở thành định nghĩa của quấy rối trên mạng hay theo dõi trên mạng, một tội hình sự có thể dẫn tới những hậu quả pháp lý và đi tù. Những hình thức bắt nạt trên mạng có thể là sử dụng email, nhắn tin tức thời, các website mạng xã hội (như Facebook), nhắn tin văn bản, gọi điện thoại di động. Bắt nạt trên mạng được cho là phổ biến hơn là trường cấp hai hơn là trường tiểu học.

### Tập thể
Những thủ đoạn bắt nạt tập thể được nhiều cá nhân sử dụng để nhắm vào một hoặc nhiều đối tượng. Bắt nạt tập thể còn được biết tới là bắt nạt nhóm và có thể gồm bất kỳ loại bắt nạt cá nhân. Hành vi troll trên mạng xã hội (mặc dù thường được độc giả xem là hành vi cá nhân) đôi khi được thực hiện bởi những người được tài trợ ngầm.

#### Bắt nạt nhóm
Bắt nhóm thường chỉ hành vi bắt bạt một cá nhân bởi một nhóm theo bất kì hoàn cảnh nào, như một gia đình, nhóm bạn bè, trường học, công sở, hàng xóm, cộng đồng hoặc trực tuyến. Khi nó xảy ra dưới dạng ngược đãi cảm xúc tại nơi công sử (ví dụ như bị "bao vây" bởi những đồng nghiệp, cấp trên hoặc sếp để ép người ta ra khỏi nơi làm việc thông qua tin đồn, nói bóng gió, hăm dọa, làm nhục, làm mất thể diện và cô lập, nói chung đó là hành vi quấy rối ác ý, phi giới tính, phi chủng tộc/chủng tộc.

## Đặc điểm

### Của những kẻ băt nạt và đồng bọn
Những nghiên cứu chỉ ra đố kị và oán giận có thể là động cơ của bắt nạt. Nghiên cứu về lòng tự trọng của những kẻ bắt nạt đã cho ra đời những kết quả không rõ ràng. Trong khi một vài kẻ bắt nạt thường kiêu ngạo và ái kỷ, chúng cũng có thể dùng bắt nạt như một công cụ để che giấu nỗi xấu hổ hoặc lo âu, hoặc để tăng lòng tự trọng của bản thân bằng cách hạ thấp người khác, khiến kẻ ngược đãi cảm thấy quyền lực hơn. Những kẻ bắt nạt có thể bắt nạt vì đố kị hoặc vì chính chúng bị bắt nạt. Nhà tâm lý học Roy Baumeister khẳng định rằng những người dễ có hành vi lăng mạ thường tỏ ra tự mãn nhưng mang cái tôi mỏng manh. Vì họ nghĩ quá nhiều tới bản thân, họ thường bị xúc phạm bởi những lời chỉ trích và thiếu tôn trọng của người khác, rồi phản ứng sự thiếu tôn trọng này bằng bạo lực và lăng mạ.
Những nhà nghiên cứu còn nhận diện những nhân tố rủi ro khác như sầu muộn và rối loạn nhân cách, cũng như dễ nổi cáu và sử dụng vũ lực, chứng nghiện các hành vi gây hấn, lầm tưởng hành động của người khác là đối địch, quan tâm gìn giữ hình ảnh bản thân và dính líu tới những hành động ám ảnh hoặc cứng nhắc. Sự kết hợp của những yếu tố kể trên cũng có thể là nguyên nhân của hành vi bắt nạt. Trong một nghiên cứu về giới trẻ, sự kết hợp của những đặc điểm chống đối xã hội và sầu muộn được xem là yếu tố dự đoán bạo lực ở giới trẻ tốt nhất, trong khi việc tiếp xúc với bạo lực của trò chơi điện tử và trên truyền hình không báo trước được những hành vi này.
Bắt nạt còn có thể bắt nguồn từ khuynh hướng về mặt di truyền hoặc một chứng dị tật não ở đối tượng bắt nạt. Trong khi phụ huynh có thể giúp đỡ một đứa bé mới biết đi phát triển khả năng điều tiết và khống chế cảm xúc nhằm hạn chế hành vi gây hấn, một vài trẻ nhỏ không phát triển được những kỹ năng này do gắn bó không bền chặt với gia đình chúng, rèn kỷ luật không hiệu quả và các yếu tố môi trường như đời sống gia đình căng thẳng và có anh/chị em đối địch. Ngoài ra, theo một vài nhà nghiên cứu, những kẻ bât nạt có thể có chiều hướng tiêu cực và làm thành tích học tập giảm sút. Tiến sĩ Cook nhận định: "Một kẻ bắt nạt điển hình thường gặp khó khăn khi giải quyết những vấn đề với người khác và cũng có vấn đề về học hành. Anh hoặc cô ta thường có thái độ và niềm tin tiêu cực về người khác, cảm thấy tiêu cực về chính anh/cô ta, xuất phát từ một môi trường gia đình đặc trưng bởi xung đột và nuôi dạy kém, cảm thấy tiêu cực nơi học đường và bị ảnh hưởng tiêu cực bởi bạn bè đồng trang lứa."
Ngược lại, một vài nhà nghiên cứu cho rằng một số kẻ bât nạt là người có tâm lý mạnh nhất và có địa vị xã hội cao trong số các bạn bè của chúng, trong khi những đối tượng chúng nhắm đến là những người đau buồn và bị gạt ra ngoài xã hội. Những nhóm bạn bè thường cổ vũ những hành động của kẻ bắt nạt, và những thành viên trong các nhóm bạn này còn tham gia giúp một tay, như chế giễu, loại trừ, đấm đá và làm nhục người kia như một nguồn giải trí. Những nhà nghiên cứu khác còn nhận định rằng một số ít những kẻ bất nạt (không bị bất nạt) thích đến trường và ít ngày nghỉ ốm hơn.
Nghiên cứu chỉ ra rằng những người lớn bắt nạt có tính cách độc đoán, cộng với nhu cầu kiểm soát hoặc thống trị mạnh. Cũng có ý kiến cho biết quan điểm chèn ép người cấp dưới có thể là một yếu đặc biệt tiềm tàng. Trong một nghiên cứu gần đây, những kẻ bắt nạt thể hiện lòng tự trong liên quan đến kết quả học tập ở trường thấp hơn những học sinh không tham gia bắt nạt. Chúng cũng thể hiện lòng tự trọng xã hội cao hơn so với các nạn nhân của tệ nạn bắt nạt truyền thống. Các nghiên cứu về não bộ thì chỉ ra rằng phần não liên quan đến phần thưởng hoạt động khi những kẻ bắt nạt được cho xem một video về một người làm tổn thương người kia.

### Của những người ngoài cuộc điển hình
Thông thường, bắt nạt diễn ra khi có sự hiện diện của một nhóm đông người ngoài cuộc chẳng liên quan đứng xem. Trong nhiều trường hợp, kẻ bắt nạt có thể tạo ra ảo tưởng rằng chúng đang có sự ủng hộ của số đông người đứng xem, dấy lên nỗi sợ "lên tiếng" phản đối các hoạt động bắt nạt mà nhóm người quan sát. Trừ phi "tâm lý" bị thử thách trong bất kì nhóm nào trong giai đoạn đầu tiên, thông thường nó trở thành chuẩn mực được chấp nhận hoặc ủng hộ trong nhóm. Trừ phi có hành động can thiệp, "văn hóa bắt nạt" thường khắc ghi trong một nhóm trong nhiều tháng, nhiều năm hoặc lâu hơn thế nữa. Những người ngoài cuộc (mà có thể tự lập "nhóm bạn bè" hoặc "nhóm ủng hộ" riêng) được xem là có nhiều khả năng lựa chọn lên tiếng chống hành vi bắt nạt hơn những người không làm thế. Ngoài việc truyền đạt mong chờ rằng những người ngoài cuộc nên can thiệp và tăng niềm tin cá nhân, ngày càng có nhiều nghiên cứu đề xuất rằng những biện pháp can thiệp nên xây dựng trên nền tảng rằng bắt nạt là sai trái về mặt đạo đức. Ở người lớn, việc là người đứng ngoài cuộc xem bắt nạt nơi công sở có liên hệ tới trầm cảm.

### Của nạn nhân
Tiến sĩ Cook nhận định: "Một nạn nhân điển hình thường tỏ ra hung hăng, thiếu kĩ năng xã hội, suy nghĩ tiêu cực, gặp khó khăn trong việc giải quyết các vấn đề xã hội, xuất thân từ một gia đình, môi trường trường học và cộng đồng tiêu cực, đáng lưu ý là bị các bạn đồng trang lứa chối bỏ và cô lập." Những nạn nhân thường có đặc điểm như thể chất và tinh thần yếu, cũng như dễ bị quẫn trí về mặt cảm xúc. Họ còn có thể mang những đặc điểm hình thể biến họ dễ thành đối tượng bị bắt nạt hơn như thừa cân hoặc mang một vài dị tật trên cơ thể. Những bé trai nhiều khả năng trở thành nạn nhân của bắt nạt thể chất, trong khi các bé gái thì có nhiều khả năng bị bắt nạt gián tiếp hơn.
Những mức độ tự trọng thấp thường được xem là tiền đề của những nạn nhân bị bắt nạt. Những nạn nhân của bắt nạt truyền thống thường mang lòng tự trọng cảm xúc, liên quan đến cơ thể, xã hội và toàn cầu thấp hơn so với những học sinh không như vậy. Mặt khác, những nạn nhân của bắt nạt trên mạng có thể không có điểm số lòng tự trọng thấp hơn những học sinh không như vậy, nhưng có thể mang lòng tự trọng liên quan đến cơ thể cao hơn cả những nạn nhân của bắt nạt truyền thống.
Các kết quả của phân tích tổng hợp do Cook tiến hành (được xuất bản bởi Hiệp hội Tâm lý học Hoa Kỳ vào năm 2010) kết luận rằng những nhân tố rủi ro chính với trẻ nhỏ và thanh thiếu niên bị bắt nạt (và còn đối với việc trở thành những kẻ bắt nạt) là thiếu các kĩ năng giải quyết vấn đề xã hội. Trẻ nhỏ bị bắt nạt thường thể hiện những dấu hiệu thể chất hoặc cảm xúc như: sợ tới trường, kêu đau đầu hoặc chán ăn, không quan tâm đến các hoạt động ở trường, dành thời gian cùng bạn bè và gia đình, miễn cưỡng ra nơi công cộng vì sợ có thể gặp phải những kẻ bắt nạt mình ở nơi công cộng ngoài trường học, và nhìn chung là có cảm giác buồn.

## Tác động
Mona O'Moore của Trung tâm chống bắt nạt tại Đại học Trinity ở Dublin đã viết: "Ngày càng có nhiều nghiên cứu chỉ ra rằng các cá nhân, bất kể là trẻ em hay người lớn (thường xuyên là đối tượng bị ngược đãi) có nguy cơ mắc bệnh liên quan đến stress, đôi khi có thể dẫn tới tự sát". Những người từng là đối tượng bị bắt nạt có thể chịu những vấn đề về cảm xúc và hành vi lâu dài. Bắt nạt có thể gây cô đơn, sầu muộn, lo âu, dẫn đến lòng tự trọng thấp và tăng khả năng nhiễm bệnh. Bắt nạt cũng được cho là gây ra tình trạng bất thường ở trẻ nhỏ và những đối tượng bị bắt nạt, thậm chí những người tự bắt nạt chính họ còn phơi bày những vấn đề xã hội lớn hơn. Một báo cáo sức khỏe tâm thần còn phát hiện rằng bắt nạt có liên quan tới rối loạn ăn uống, lo âu, mặc cảm ngoại hình và gây những tác động tâm lý tiêu cực khác. Cả những nạn nhân và kẻ bắt nạt đều được cho là thể hiện mức độ cô đơn cao hơn.

### Tự sát
Mặc dù có bằng chứng cho thấy bắt nạt làm tăng nguy cơ tự sát, nhưng chỉ mỗi bắt nạt thì không gây tự sát. Sầu muộn là một trong những nguyên nhân chính mà trẻ nhỏ bị bắt nạt tìm đến tự vẫn. Ước tính từ 15 đến 25 trẻ em tự sát mỗi năm chỉ tính riêng ở Liên hiệp Anh vì chúng bị bắt nạt. Một số nhóm có nguy cơ tự sát cao hơn như người Mỹ bản địa, người bản địa Alaska, người Mỹ gốc Á và LGBT. Khi một người cảm thấy không được bạn bè hoặc gia đình ủng hộ, tình hình của nạn nhân có thể diễn biến tệ hơn nhiều.
Trong một nghiên cứu tự báo cáo bởi các học sinh từ lớp 9 đến 12 ở New York, những nạn nhân của bắt nạt cho biết có nhiều triệu chứng sầu muộn và tâm lý đau buồn hơn những người không trải qua việc bị bắt nạt. Tất cả những loại hình bắt nạt ở cả các bé trai và gái có liên hệ tới chứng sầu muộn, thậm chí một vài năm sau mới phát sinh. Một nghiên cứu nữa được tiến hành với các thanh thiếu niên của Phần Lan hai năm sau cuộc khảo sát đầu tiên cho thấy thanh thiếu niên có ý định tự sát và sầu muộn cao hơn những người cho biết chưa trải qua việc bị bắt nạt. Một nghiên cứu lên các học sinh tiểu học của Hà Lan theo chiều dọc báo cáo rằng các bé trai từng đóng cả vai trò nạn nhân lẫn kẻ bắt nạt có nhiều khả năng trải qua sầu muộn hoặc có ý tự sát nghiêm trọng hơn những người chỉ là nạn nhân hoặc kẻ bị bắt nạt, trong khi các bé gái có bất kì dính líu nào tới bắt nạt thì sở hữu nguy cơ mắc sầu muộn ở mức cao hơn. Trong một nghiên cứu lên các học sinh trung học được thực hiện tại Boston, những học sinh tự cho biết mình là nạn nhân của bắt nạt có nhiều khả năng cân nhắc tự tử khi so với những bạn không cho biết mình bị bắt nạt. Cũng nghiên cứu này cho thấy nguy cơ tìm đến tự tử cao hơn ở thanh thiếu niên cho biết mình là thủ phạm, nạn nhân, hoặc cả nạn nhân lẫn thủ phạm. Những nạn nhân và nạn nhân-kẻ bắt nạt có liên quan tới nguy cơ tìm đến tự sát cao hơn. Nơi mà thanh thiếu niên sinh sống dường như cũng khác biệt so với những trải nghiệm bắt nạt của họ, vì thế những người sống ở các khu vực thành thị (cho biết mình bị bắt nạt lẫn đi bắt nạt người khác) dường như thể hiện nguy cơ ý định tự tử và thử tự tử ở mức cao hơn. Một nghiên cứu quốc gia được tiến hành với các học sinh từ lớp 6 đến lớp 10 ở Mỹ phát hiện rằng những nạn nhân của bắt nạt trên mạng trải mức độ sầu muộn cao hơn những nạn nhân trải qua các hình thức bắt nạt khác. Điều này có thể liên quan đến chức năng ẩn danh đằng sau mạng xã hội. Nếu một thanh thiếu niên đang bị bắt nạt và thể hiện các triệu chứng của sầu muộn, vấn đề ấy nên được bàn đến và cần có các biện pháp can thiệp. Nghiên cứu của Đan Mạch chỉ ra rằng trẻ nhỏ bị bắt nạt nói chuyện với phụ huynh và giáo viên của chúng về tệ nạn này, một số người báo cáo rằng bắt nạt đã thuyên giảm hoặc bị ngăn chặn sau khi một phụ huynh hoặc giáo viên can thiệp. Nghiên cứu nhấn mạnh vào tầm quan trọng của việc thực hiện chương trình hợp tác ở trường học để lên các công tác và biện pháp chống bắt nạt để ngăn chặn và can thiệp đúng cách khi nó xảy đến. Nghiên cứu còn cho thấy tầm quan trọng của việc phụ huynh và cha mẹ trò chuyện với những kẻ bắt nạt về hành vi bắt nạt của chúng, nhằm đem đến sự hỗ trợ cần thiết cho những người bị bắt nạt.
Trong khi một số người thấy rất dễ lờ đi tệ nạn bắt nạt, một số khác lại thấy thật khó khăn và đạt đến ngưỡng mất kiểm soát. Có những trường hợp tự sát vì bắt nạt đã được truyền thông đưa tin chi tiết. Trong số đó phải kể đến những cái chết của Ryan Halligan, Phoebe Prince, Dawn-Marie Wesley, Nicola Ann Raphael, Megan Meier, Audrie Pott, Tyler Clementi, Jamey Rodemeyer, Kenneth Weishuhn, Jadin Bell, Kelly Yeomans, Rehtaeh Parsons, Amanda Todd, Brodie Panlock, Jessica Haffer, Hamed Nastoh, Sladjana Vidovic, April Himes, Cherice Moralez và Rebecca Ann Sedwick. Theo tổ chức giáo dục những tiếng nói nhận thức về tự sát, tự sát là một trong những nguyên nhân gây tử vong hàng đầu ở thanh thiếu niên từ 15 đến 24 tuổi. Hơn 16% học sinh nghiêm túc tìm đến tự tử, 13% lập một kế hoạch và 8% đã thử tự tử một cách nghiêm túc.

### Phát triển tích cực
Một số người cho rằng bắt nạt có thể dạy những bài học về cuộc sống và truyền đạt sức mạnh. Helene Guldberg (chuyên gia về phát triển thiếu nhi) đã gây tranh cãi bằng nhận định rằng việc trở thành đối tượng bị bắt nạt có thể dạy cho trẻ "cách quản lý những tranh chấp và làm tăng khả năng tương tác với người khác", và giáo viên không nên can thiệp mà để trẻ tự phản ứng lại bắt nạt. Việc dạy những kĩ năng đối phó chống bắt nạt như vậy cho "những người sẽ trở thành đối tượng" và những người khác được cho là một phương án hiệu quả lâu dài nhằm giảm tỉ lệ bắt nạt và mang lại bộ kỹ năng giá trị cho các cá nhân.

### Nội tiết tố
Trong thống kê kiểm tra độ tuổi và tình trạng dậy thì, những kết quả chỉ ra rằng trung bình các bé gái bị bắt nạt bằng lời nói cho ra ít testosterone hơn, còn các bé trai bị bắt nạt bằng lời nói lại tạo ra nhiều testosterone hơn những bé không bị bắt nạt.